# 북창 정치범수용소
북창 정치범수용소(北倉政治犯收容所)는 조선민주주의인민공화국에 있는 정치범수용소이다. 18호 관리소라 불리는 평안남도 북창군에 위치한 정치범 수용소와 북창읍에서 20 km 서쪽 대동강 하나를 사이에 두고 14호 개천 관리소 등이 있다. 대한민국에서 발행된 지도에는 평안남도 맹산군 북창면으로 표기되어 있다.

## 현황
북창관리소는 5만 명이 가족과 함께 살지만 개천수용소는 주로 혼자 수감되는 것으로 알려져 있다. 북창관리소에는 적법한 절차 없이, 소리 소문 없이 끌려가 처참한 공개처형, 고문, 심각한 영양실조, 하루 12시간 이상의 강제노동이 자행되는 곳이 있다.

## 식량 배급
수감자들에게는 일일 배급량 350g 미만, 염장배추 3줄기, 0.5g의 소금이 배급되며, 90년대 중 후반 식량난 시기에는 하루 200g만이 배급되었다. 수용소 탈출자의 증언에 따르면 며칠 동안 죽만 먹으면 몸이 퉁퉁 부어오르면서 누른자리가 쑥쑥 들어가 점점 맥이 없어 걸어 다닐 수가 없다고 한다.

## 강제노동
탈북자 김혜숙(18호 정치범수용소, 1975~2002년 수감)의 증언 에 따르면 북창 관리소의 대부분은 탄광이고 거의 모든 수감자가 탄광에서 노역을 하고 있다. 28년간 북창 관리소에 수감 된 김 씨도 탄광에서 강제 노동에 시달리다 기관지병을 얻었다. 철조망으로 사방이 막힌 북한 18호 관리소는 기강도 세고, 함부로 나갈 수도 없는 데다 탄광 사고로 숨지는 사례도 많은 것으로 알려졌다.
김혜숙은 빈번한 공개처형을 통해 수감자들의 공포심을 극대화시키고 무조건적인 복종을 강요하고 있는 수용소 내 통제 시스템을 고발했다. 수감자들이 '비둘기 고문', '펌프훈련 고문'(앉고서기 반복), '마구잡이 전신 구타 고문' 등을 당하면서 인간 이하의 삶을 살고 있음을 엿볼 수 있다. 철저히 통제돼 있어 죄인들은 탈출을 시도할 수조차 없다. 전기 철조망이 4m 이상의 높이로 쳐져 있어서 도주할 엄두도 못낸다. 잡히면 무조건 강제처형이다.

## 같이 보기
- 조선민주주의인민공화국의 인권